# 程宽德
程宽德（1937年—1991年12月25日），藏名泽仁多吉（藏語：ཚེ་རིང་རྡོ་རྗེ།，威利转写：Tsering Dorjee），四川德格人，中国人民解放军军官。

## 生平
程宽德出生于中华民国四川省西康行政督察区德格县（今中华人民共和国四川省甘孜藏族自治州德格县）。父亲为汉族，曾在中国国民党某部任中校副官，后加入中国工农红军，因负伤留在了四川。母亲是德格当地的康巴藏人。1950年，中国人民解放军第十八军途经德格时，13岁的程宽德参军，并随之入藏，担任翻译。1954年1月，作为中国共产党要培养的新生力量，程宽德曾被送到西藏军区干部学校学习藏语文，同年9月到成都西南民族学院政治班学习。1955年12月毕业后，分配在西藏军区则拉宗边防总站工作，任见习参谋、参谋。
1956年10月1日，作为西藏军区代表，去北京参加国庆阅兵，并因此登上《解放军画报》封面。1957年4月30日，加入中国共产党。同年5月，调西藏军区情报部任参谋，并在西藏地方干部学校西藏军区藏语文队学习藏语文两年。1959年调到西藏军区政治部联络部任助理员，参加了平息西藏的武装叛乱战斗和收容俘虏的工作。1962年10月参加了中印边境自卫反击战，并在琼结、隆子等地作收容印军俘虏的工作。1964年2月，参加西藏人民广播电台组建和开展《对流落国外的藏族同胞的广播》节目。1966年2月任边防科副科长。
文化大革命期间，因部队里派系斗争，被调往四川省甘孜藏族自治州的驻军单位。1970年6月，任四川省康定军分区道孚县人民武装部副部长。1976年6月，担任人民武装部部长。1979年1月，任西藏军区生产建设师和日喀则军分区政治部副主任。1979年11月，任四川省军区甘孜军分区副参谋长。1983年7月，任该军分区参谋长。1988年9月，授予大校军衔。1989年12月，任军分区副司令员兼参谋长。1990年6月，任西藏军区拉萨军分区副司令员。1991年12月25日，因高血压病引起突发性脑溢血，抢救无效，在西藏军区总医院去世，享年54岁。

## 家人

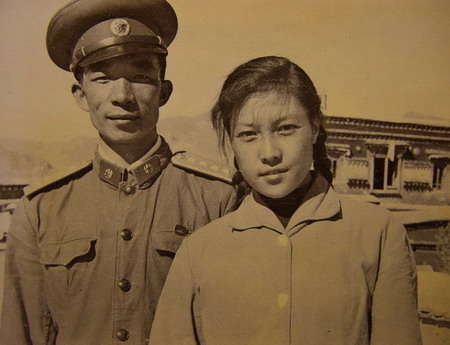
程宽德夫妻合影

1965年9月，程宽德结婚。妻子是日喀则地区藏人，曾在拉萨藏干校、中央政法干部学校学习，其父亲曾是噶厦噶伦、昌都总管拉鲁·次旺多吉的管家。
长女程文萨（藏名茨仁唯色），1966年7月出生，女诗人、作家。另有女儿程文红，及一个1971年在道孚出生的儿子。

## 摄影作品
程宽德是一名業餘攝影師，1950年代中期用兩年的工资購置一台120張蔡司伊康相機，拍摄有大量西藏的黑白照片。2006年，其女唯色將父亲泽仁多吉于西藏文革期间所拍摄的近三百张照片整理入《杀劫》在台湾出版，这批照片主要拍摄于1966至1970年。